# Urville (Aube)
Urville é uma comuna francesa na região administrativa de Grande Leste, no departamento de Aube. Estende-se por uma área de 12,2 km². Em 2010 a comuna tinha 126 habitantes (densidade: 10,3 hab./km²).